# Cichla kelberi
Cichla kelberi är en fiskart som beskrevs av Kullander och Ferreira 2006. Cichla kelberi ingår i släktet Cichla och familjen Cichlidae. Inga underarter finns listade i Catalogue of Life.